# 成得臣
成得臣（？—前632年），羋姓，成氏，名得臣，字子玉。楚成王時令尹，楚晉城濮之戰時戰敗，率殘部歸國途中受責，於連谷引咎自殺。

## 生平
《史記·晉世家》：“晉焚楚軍，火數日不息。文公嘆。左右曰：勝楚而君猶憂，何？文公曰：吾聞能戰勝安者唯聖人，是以懼。且子玉猶在，庸可喜乎。子玉之敗而歸，楚成王怒其不用其言，貪與晉戰，讓責子玉，子玉自殺。晉文公曰：我擊其外，楚誅其內。內外相應。於是乃喜。”也就是說，儘管打了勝仗，重耳依然憂心忡忡，因為子玉未亡仍在。後子玉因受到楚成王責備其貪戰而羞愧自殺，重耳認為內外相應而喜出望外。
1. ↑  《史記·楚世家》「夏，伐宋，宋告急於晉，晉救宋，成王罷歸。將軍子玉請戰，成王曰：重耳亡居外久，卒得反國，天之所開，不可當。子玉固請，乃與之少師而去。晉果敗子玉於城濮。成王怒，誅子玉。」